# NGC 4790
NGC 4790 est une galaxie spirale barrée située dans la constellation de la Vierge. Sa vitesse par rapport au fond diffus cosmologique est de 1 679 ± 24 km/s, ce qui correspond à une distance de Hubble de 24,8 ± 1,8 Mpc (∼80,9 millions d'al). NGC 4790 a été découverte par l'astronome germano-britannique William Herschel en 1786.

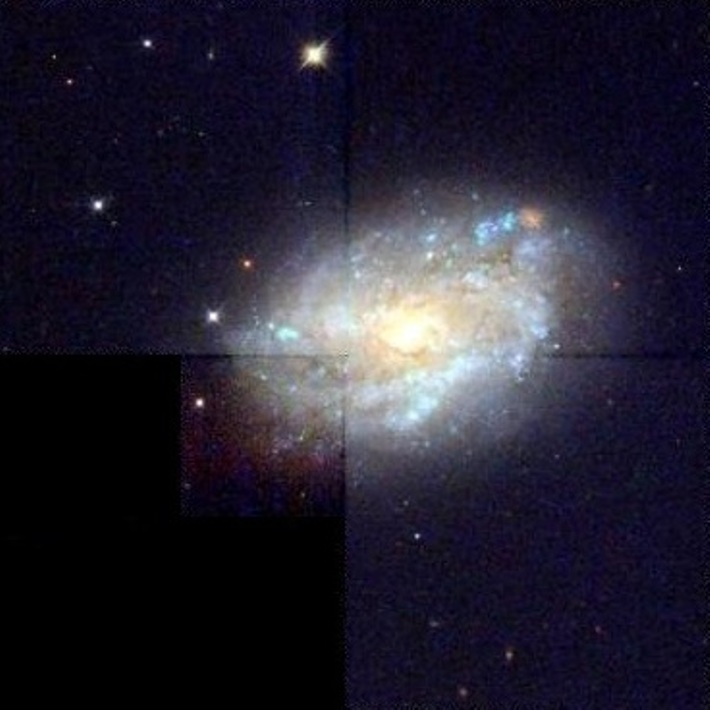
NGC 4790 par le télescope spatial Hubble.

La classe de luminosité de NGC 4790 est III et elle présente une large raie HI.
À ce jour, six mesures non basées sur le décalage vers le rouge (redshift) donnent une distance de 22,917 ± 3,058 Mpc (∼74,7 millions d'al), ce qui est à l'intérieur des valeurs de la distance de Hubble.

## Supernova
La supernova SN 2012au a été découverte le 14 mars 2012 dans le cadre du relevé CRTS (Catalina Real-Time Transient Survey) de l'institut Caltech et par Stan Howerton. Cette supernova était de type Ib.

## Groupe de NGC 4699
Selon A.M. Garcia, NGC 4790 fait partie du groupe de NGC 4699. Ce groupe de galaxies compte au moins 15 galaxies. Les autres galaxies du New General Catalogue sont NGC 4699, NGC 4700, NGC 4722, NGC 4742, NGC 4781, NGC 4804 (NGC 4802 dans l'article) et NGC 4818.
Le groupe de NGC 4699 fait partie de l'amas de la Vierge II, un amas situé à la frontière sud de l'amas de la Vierge. Cet amas fait partie du superamas de la Vierge.
Comme plusieurs galaxies de l'amas de la Vierge II, certaines galaxies du groupe de NGC 4699 présentent des distances de Hubble fort différentes des distances obtenues par des méthodes indépendantes du décalage vers le rouge. Sauf pour NGC 4722, les distances indépendantes sont toutes inférieures aux distances de Hubble. La distance moyenne des méthodes indépendantes du décalage est de 18,1 ± 5,7 Mpc (∼59 millions d'al) et la moyen des distances de Hubble est de 23,8 ± 2,8 Mpc (∼77,6 millions d'al). Ce groupe semble donc s'éloigner de la Voie lactée à une vitesse supérieure à celle que lui procurerait l'expansion de l'Univers.